# 朱多焿
樂安敬裕王朱多焿（1524年10月17日—17世紀），號遐源，明朝寧藩第四代樂安王，樂安端簡王朱拱欏的嫡長子。

## 生平
嘉靖三年九月二十一日（1524年10月17日）生。封樂安長子。嘉靖三十八年（1559年），樂安端簡王朱拱欏去世。嘉靖四十年（1561年），朱多焿襲封樂安王。
萬曆十一年（1583年）十二月，朱多焿獲賜《四書集注》《五經集注》各一部，書院獲賜名“博文”。
朱多焿去世後，諡敬裕。天啟二年（1622年），庶長子朱謀𩔇襲爵。

## 家庭

### 妻
- 王氏（1529年－）[1]，初冊為樂安長子夫人，嘉靖四十年（1561年）冊為樂安王妃[3]。

### 妾
- 胡氏（1552年－），冊為樂安王夫人[1]。

### 子
- 庶長子：鎮國將軍→樂安長子→樂安康懿王朱謀𩔇